# 프레발레 (슬로베니아)

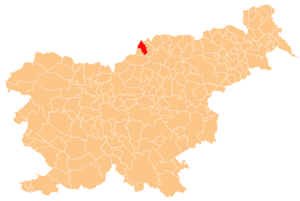
프레발레의 위치

프레발레(슬로베니아어: Prevalje, 독일어: Prävali 프레팔리[*])는 슬로베니아의 도시로 면적은 58.1km2, 높이는 411m, 인구는 6,621명(2002년 기준), 인구 밀도는 114명/km2이다.